# Савотиков, Иван Васильевич
Иван Васильевич Савотиков — советский хозяйственный деятель, Герой Социалистического Труда.

## Биография
Родился в 1932 году на территории современной Рязанской области. Член КПСС.
В 1950—1992 годах — военнослужащий строительных частей Вооружённых сил СССР, строитель-монтажник, бригадир комплексной хозрасчётной бригады управления начальника работ № 149 Военно-строительного управления Министерства обороны СССР.
Заслуженный строитель РСФСР (1975).
За существенное повышение эффективности и качества строительных работ на основе комплексной механизации, эффективного использования техники и передового опыта был в составе коллектива удостоен Государственной премии СССР за выдающиеся достижения в труде 1977 года.
Указом Президиума Верховного Совета СССР от 24 марта 1981 года присвоено звание Героя Социалистического Труда с вручением ордена Ленина и золотой медали «Серп и Молот».
Умер в 2003 году в Москве.

## Награды и звания
- Герой Социалистического Труда (24.03.1981)
- Орден Ленина (24.03.1981)